# Miniopterus manavi
Miniopterus manavi é uma espécie de morcego da família Miniopteridae. Endêmica de Madagascar, onde é encontrada na porção leste da ilha. A população das ilhas Comoros e do norte e oeste de Madagascar atribuída a está espécie foi reconhecida como sendo Miniopterus aelleni.